# 遊☆戯☆王デュエルモンスターズGX タッグフォース
『遊☆戯☆王デュエルモンスターズGX タッグフォース』（ゆうぎおうデュエルモンスターズジーエックス タッグフォース）は、コナミデジタルエンタテインメントから2006年9月14日に発売されたテレビアニメ『遊☆戯☆王デュエルモンスターズGX』を題材とした PlayStation Portable用対戦型カードゲーム。

## 概要
アドベンチャー形式のゲーム進行で、各所でカードゲームによる対戦を行っていく。シナリオは1年目の内容を元に3部構成となっている。また、キャラクター設定には2年目以降の内容も取り込まれている。各部終了ごとにセーブデータの保存が必要となるため、メモリースティック未使用でのゲーム進行はできない。
「POWER OF THE DUELIST」までのカードをほぼ収録し、過去最高2400枚以上の収録カード数を誇る。フルボイスおよび3Dアニメーションによりテレビアニメのデュエル演出を再現している。新システムとしてタッグデュエルが搭載されており、2対2の対戦を楽しむことができる。また、ゲームソフトの他に限定カードが3種同梱されている。ストーリーは全3部構成。デュエリスト養成学校のデュエルアカデミアに転校した主人公となり、三ヶ月後に開かれるタッグデュエル大会『タッグフォース』に向けてパートナーを探すことから始まる。2部は大会編となり、強豪がひしめく大会での優勝を目指す。3部は七精門と呼ばれる封印を解くためにアカデミアへと乗りこんできた7人の刺客を相手に戦う。

## ゲームシステム
ノーマルデュエル
『遊☆戯☆王オフィシャルカードゲーム デュエルモンスターズ』の新エキスパートルールで戦うデュエル方式。
タッグデュエル
2人1組で戦う特殊なデュエル方式。基本的なルールはシングルデュエルと同じ。ライフポイント・フィールド・墓地を2人で共有する。交互にプレイヤーを変更しながら戦う。お互いのデッキ構成のシナジーが勝利への鍵となる。
ドローパン
購買でパンを購入できる。具材はランダムであり、普通の具からとんでもない高級品、ありえないキワモノまで多種多様な種類がある。めったに出ない「黄金のタマゴパン」というものが存在する。これらのパンを特定のキャラに贈ると好感度を上げることができる。購入額は50DP。
好感度
各主要キャラとパートナーを組むには、そのキャラと親密にならなければならない。好感度が一定以上になれば、パートナーとなれる。好感度はデュエルに勝利する、好きなドローパンを贈る、会話をするといった行為により上げることができる。また特定のキャラの好感度を上げることによって、そのキャラクターとの専用イベントが発生することもある。
デュエリスト名鑑
登場キャラクターの立ち絵のグラフィックを閲覧できる。さらに、ゲームクリアしたキャラクターには、サウンドテストが追加され、ゲーム中で使用された台詞を自由に聞くことができるようになる。
カード変換機
複数枚のカードを別のカードに変換してくれる。ただし、変換には、かなりの枚数が必要であるほか、変換機限定でしか入手できないレアカードも存在する。
カードレンタル
『遊☆戯☆王ゼアル オフィシャルカードゲーム』のカードに記されている、8桁のナンバーを入力することでそのカードを入手できるシステム。ただし、このカードを使用した場合にはペナルティーとして、カードレンタル料が差し引かれる。

## 登場人物
- 主人公：ボイス無し
- 遊城十代（ゆうき じゅうだい） - 声：KENN
- 万丈目準（まんじょうめ じゅん） - 声：松野太紀
- 丸藤翔（まるふじ しょう） - 声：鈴木真仁
- 前田隼人（まえだ はやと） - 声：蓮岳大
- 三沢大地（みさわ だいち） - 声：増田裕生
- 天上院明日香（てんじょういん あすか） - 声：小林沙苗
- 丸藤亮（まるふじ りょう） - 声：前田剛
- 天上院吹雪（てんじょういん ふぶき） - 声：遊佐浩二
- 枕田ジュンコ（まくらだ じゅんこ） - 声：谷内友美
- 浜口ももえ（はまぐち ももえ） - 声：長浜満里子
- 早乙女レイ（さおとめ れい） - 声：仙台エリ
- クロノス・デ・メディチ - 声：清水宏
- 大徳寺（だいとくじ） - 声：山口勝平
- 鮫島校長（さめじまこうちょう）
- 鮎川恵美（あゆかわ えみ） - 声：根谷美智子
- 樺山教授（かばやまきょうじゅ）
- ファラオ
- トメ - 声：長浜満里子
- セイコ - 声：釘宮由稀
- 大山平（たいざん たいら） - 声：土田大
- 万丈目長作（まんじょうめ ちょうさく） - 声：平野貴裕
- 万丈目正司（まんじょうめ しょうじ） - 声：冨田真
- ボーイ - 声：勝杏里
- 人造人間－サイコ･ショッカー（じんぞうにんげん さいこしょっかー） - 声：鶴岡聡
- サラ - 声：水谷優子
- ブラック・マジシャン・ガール：中尾友紀
- 迷宮兄弟・兄（めいきゅうきょうだい あに） - 声：竹本英史
- 迷宮兄弟・弟（めいきゅうきょうだい おとうと） - 声：西村仁
- アビドス三世（あびどすさんせい） - 声：宮野真守
- タニヤ - 声：小宮和枝
- タイタン - 声：若本規夫
- カミューラ - 声：入絵加奈子
- アムナエル - 声：山口勝平
- ダークネス：遊佐浩二
- 首領・ザルーグ（どん ざるーぐ） - 声：楠大典
- 影丸（かげまる） - 声：麦人（老人）、神奈延年（若い時）
- 一般男子生徒 - 声：下崎紘史、石橋美佳、岩間健児、平野貴裕、冨田真
- 一般女子生徒 - 声：鮭延未可、吉田麻子、釘宮由稀、中尾友紀、谷内友美
- 一般教師 - 声：木内秀信
- シロノス、千丈目、三十代 - ボイス無し

## 主題歌
「99%」
作詞 - 丸山和弘 / 作曲 - 錦戸篤、丸山和弘 / 編曲 - BOWL、山口一久 / 歌 - BOWL （マーベラスエンターテイメント）